# Traité de l'OMPI sur la propriété intellectuelle, les ressources génétiques et les savoirs traditionnels associés
Le Traité de l'OMPI sur la propriété intellectuelle, les ressources génétiques et les savoirs traditionnels associés, ou Traité GRATK, est un instrument juridique international visant à lutter contre la biopiraterie par le biais d'obligations de divulgation pour les demandeurs de brevets dont les inventions sont basées sur des ressources génétiques et/ou des savoirs traditionnels associés.
Le traité a été conclu au siège de l'Organisation mondiale de la propriété intellectuelle (OMPI) à Genève, en en Suisse, le 24 mai 2024, après plus de deux décennies de développements antérieurs par le Comité intergouvernemental de la propriété intellectuelle relative aux ressources génétiques, aux savoirs traditionnels et au folklore (IGC) de l'OMPI. 
Le traité a été jugé « historique à bien des égards » par certains observateurs, qualifié par le Caucus autochtone de « premier pas vers la garantie d'un accès juste et transparent à ces ressources ».

## Contexte et historique

### 2001–2022: travaux du Comité intergouvernemental de l’OMPI
L'IGC a été créé en 2001 par l'Assemblée générale de l'OMPI,.
Depuis 2010, le mandat du CIG est resté celui de conclure un texte consensuel qui comblerait les lacunes entre les nombreux instruments juridiques internationaux existants qui offrent une protection certaine, mais insuffisante, des savoirs traditionnels, des expressions culturelles traditionnelles ou des ressources génétiques (UNDRIP, Convention sur la diversité biologique, Protocole de Nagoya, traité de la FAO sur les plantes, conventions de l'UNESCO sur la culture et le patrimoine immatériel, etc.), dont aucun n'inclut de protection explicite pour les peuples autochtones et les communautés locales,.
Les négociations de la CIG ont été suspendues en 2020 en raison de la pandémie de SARS-CoV-2, avant d'être reprises en 2022. 

### 2022: sélection sur le projet de texte
En 2022, l’IGC a convenu de passer aux prochaines étapes de la négociation du traité, et l’OMPI a convenu de convoquer une conférence diplomatique d’ici 2024 pour examiner un projet de traité sur lequel le Comité travaillait.
Le choix du projet de texte qui devait servir de base aux négociations du texte final du traité a suscité quelques critiques de la part des observateurs de la société civile,. L'Assemblée générale de l'OMPI de 2022 a décidé qu'une version courte du projet (le « texte du président ») qui avait été rédigée par l'ambassadeur australien Ian Gross, président de l'IGC en 2019, servirait de base aux négociations du traité. Avant cette décision, le texte qui devait servir de base aux négociations était le « texte consolidé », un document plus complet sur lequel les États membres de la CIG travaillaient par consensus depuis des années. 
Contrairement au texte consolidé qui traitait des savoirs traditionnels et des expressions culturelles traditionnelles en tant que telles, ainsi que des différentes formes de propriété intellectuelle, le texte du Président se concentrait uniquement sur les ressources génétiques et le système des brevets. 
En août 2023, l’Inde a soumis une proposition contenant une série d’amendements au texte du Président, visant à réintégrer certains éléments du texte consolidé dans la discussion.

### 2023: session extraordinaire et comité préparatoire
En prévision de la Conférence diplomatique, deux réunions extraordinaires ont été convoquées pour la préparer[réf. nécessaire] :
- une session extraordinaire du CIG (4 au 8 septembre 2023) ;
- un comité préparatoire de la Conférence (11 au 13 septembre et 13 décembre 2023).

La session extraordinaire qui s’est tenue du 4 au 8 septembre 2023 a examiné une partie du texte du Président contenant des articles de fond. Le Comité préparatoire qui s'est réuni la semaine suivante a examiné les parties administratives et procédurales du projet. Ces deux réunions ont donné lieu conjointement à un projet révisé, qui sert de base aux discussions de la Conférence diplomatique de 2024.
Le Comité préparatoire a également adopté un projet de règlement intérieur de la Conférence diplomatique, ainsi qu’une liste d’invités. Le 13 septembre 2023, le comité a dû suspendre sa session en raison de l’absence de soumission par les États membres de propositions pour accueillir la Conférence diplomatique. Le 13 décembre, le comité s'est réuni à nouveau pour adopter une décision visant à tenir la conférence diplomatique au siège de l'OMPI à Genève, face à l'absence de propositions alternatives.

## Conférence diplomatique et adoption en 2024

### Convocation et organisation
Comme expliqué sur le site Web de la Conférence diplomatique :
Le 21 juillet 2022, l’Assemblée générale de l’OMPI a décidé de convoquer une conférence diplomatique pour conclure un instrument juridique international relatif à la propriété intellectuelle, aux ressources génétiques et aux savoirs traditionnels associés aux ressources génétiques au plus tard en 2024. 
La Conférence diplomatique s'est tenue à Genève, en Suisse, du 13 au 24 mai 2024. Au cours de la Conférence, le projet issu de la Session extraordinaire et du Comité préparatoire a été discuté et amendé.

### Adoption et signatures
L'instrument juridique final, le Traité de l'OMPI sur la propriété intellectuelle, les ressources génétiques et les savoirs traditionnels associés (souvent désigné par son acronyme « GRATK » ,) a été adopté dans la nuit du jeudi 23 au vendredi 24 mai 2024, et ouvert à la signature le 24 mai dans l'après-midi, au siège de l'OMPI à Genève. 
Il s’agit du premier traité de l’OMPI à aborder l’interface entre la propriété intellectuelle, les ressources génétiques et les savoirs traditionnels et du premier traité de l’OMPI à inclure des dispositions spécifiquement destinées aux peuples autochtones ainsi qu’aux communautés locales. Le Traité, une fois entré en vigueur avec 15 parties contractantes, établira dans le droit international une nouvelle exigence de divulgation pour les demandeurs de brevets dont les inventions sont basées sur des ressources génétiques et/ou des connaissances traditionnelles associées. 
Le traité a été conclu le 24 mai 2024 et immédiatement ouvert à la signature. L'article 16 du Traité stipule que le Traité sera « ouvert à la signature lors de la Conférence diplomatique de Genève et par la suite […] pendant un an après son adoption ». 
À la clôture de la Conférence diplomatique, le 24 mai 2024, le Traité a été signé par 30 pays : Algérie, Bosnie-Herzégovine, Brésil, Burkina Faso, République centrafricaine, Chili, Colombie, Congo, Côte d'Ivoire, Eswatini, Ghana, Lesotho, Madagascar, Malawi, Îles Marshall, Maroc, Namibie, Nicaragua, Niger, Nigéria, Niue, Corée du Nord, Paraguay, Saint-Vincent-et-les Grenadines, São Tomé-et-Principe, Sénégal, Afrique du Sud, Tanzanie, Uruguay et Vanuatu.

## Ratifications et entrée en vigueur
Aux termes de l’article 17, le Traité devrait entrer en vigueur trois mois après la ratification ou l’adhésion de 15 pays.
La signature, la ratification et l’adhésion sont ouvertes à tout État membre de l’OMPI, conformément à l’article 12 du Traité. Les pays qui signent le Traité au cours de la première année (jusqu’au 24 mai 2025) doivent le ratifier à nouveau pour que le Traité entre en vigueur. Les pays qui décident d’adhérer après la période initiale d’un an le feront par « adhésion » (équivalent à la fois à la signature et à la ratification).
Fin 2024, 39 pays ont signé le traité.